# Kenneth Leblanc
Kenneth Leblanc –conocido como Ken Leblanc– (Ottawa, 13 de febrero de 1968) es un deportista canadiense que compitió en bobsleigh.
Ganó una medalla de bronce en el Campeonato Mundial de Bobsleigh de 1999, en la prueba cuádruple. Participó en tres Juegos Olímpicos de Invierno, entre los años 1988 y 2002, ocupando el cuarto lugar en Albertville 1992, en la misma prueba.

## Palmarés internacional
| Campeonato Mundial | Campeonato Mundial         | Campeonato Mundial | Campeonato Mundial |
| Año                | Lugar                      | Medalla            | Prueba             |
| ------------------ | -------------------------- | ------------------ | ------------------ |
| 1999               | Cortina d'Ampezzo (Italia) | Medalla de bronce  | Cuádruple          |